# Maulbrütender Augenfleckbuntbarsch
Der Maulbrütende Augenfleckbuntbarsch (Heros liberifer) ist eine von derzeit fünf Arten in der Buntbarschgattung Heros. Er kommt im Einzugsgebiet des oberen und mittleren Orinoco in Venezuela vor.

## Merkmale
Der Maulbrütende Augenfleckbuntbarsch hat einen hochrückigen, seitlich stark abgeflachten Körper. Das größte bei der Erstbeschreibung vermessene Exemplar hatte eine Standardlänge von 16,4 cm. Der Kopf ist abgerundet, die Schnauze von oben gesehen zugespitzt. Die Lippen sind deutlich schmaler als bei Heros severus, der im gleichen Lebensraum vorkommt. Die weichstrahligen Abschnitte von Rücken- und Afterflosse sind lang, bis zum Ende der Schwanzflosse ausgezogen, und können bei alten Exemplaren über die Schwanzflosse hinausragen. Die Schwanzflosse schließt gerade ab oder ist abgerundet. Ihre Länge liegt bei einem Viertel bis einem Drittel der Standardlänge. Die Bauchflosse sind zugespitzt und erreichen eine Länge von bis zu 45 % der Standardlänge. Die Basen von Rücken-, After- und Schwanzflosse sind dicht beschuppt.
- Flossenformel: Dorsale XV–XVI/12–13, Anale VI–VII/10–12, Pectorale 12–13, Ventrale I/5.
- Schuppenformel: SL 17–20/11–12.
- Kiemenrechen: 2/1/9–11.

Kopf und Rumpf des Maulbrütenden Augenfleckbuntbarschs sind hell gelbgrau bis hellgrün gefärbt. Die Körperseiten von der Region hinter den Augen bis auf die Schwanzwurzel sind mit neun dunkelbraunen bis schwarzen, senkrechten Streifen gemustert. Auf der unteren Körperhälfte verlaufen zahlreiche, schmale, nah beieinander liegende rot Linien. Sie werden von den roten Zentren der dort verlaufenden Schuppen gebildet. Rücken- und Afterflosse sind hellgrau, die weichstrahligen Abschnitte sind transparent. Die Schwanzflosse ist ebenfalls transparent hellgrau. Die Bauchflossen sind hellgrau mit einem rötlichen Einschlag, die Brustflossen sind farblos und transparent. Die Iris ist rot. Ausgewachsene Männchen zeigen ein Muster von zahlreichen dunkelbraunen Flecken auf den Wangen und den Kiemendeckeln.

## Lebensweise
Der Maulbrütende Augenfleckbuntbarsch hat keine engen Lebensraumanforderungen und kommt in Klarwasser-, Schwarzwasser- und Weißwasserflüssen vor. Der pH-Wert reicht von 4,1 bis 6,1, die Leitfähigkeit liegt bei 4 bis 15 μS/cm. In der Regenzeit halten sich die Fische vor allem in den überschwemmten Auwäldern auf und pflanzen sich dort auch fort. Beobachtungen in Aquarien zeigten, dass H. liberifer ein monogamer, larvophiler Maulbrüter ist. Wie andere Heros-Arten beginnt H. liberifer die Fortpflanzung wie ein Substratlaicher und legt die Eier auf einer vertikalen oder auf einer horizontalen Oberfläche ab. Bei einer Wassertemperatur von 27 °C erfolgt der Schlupf etwa vierzig Stunden nach dem Laichen. Danach nehmen beide Eltern die Larven ins Maul. Die Jungfische beginnen drei oder vier Tage später mit Schwimmübungen. Beide Eltern bewachen und verteidigen ihre freischwimmenden Jungfische anschließend noch bis zu drei Wochen lang. Zu Beginn der Trockenzeit verlässt der Maulbrütende Augenfleckbuntbarsch die meist austrocknenden Auwälder und verbringt die Niedrigwasserzeit zwischen untergetauchten Baumstämmen, Stämmen, Ästen und Felsbrocken.